# Ботан (пьеса)
«Ботан» (англ. The Nerd) — комедийная пьеса 1981 года, написанная американским драматургом Ларри Шу. Премьера состоялась в Репертуарном театре Милуоки. Главную роль исполнил британский актёр Роуэн Аткинсон.

## Сюжет
Действия пьесы происходит в Терре-Хот, штат Индиана, в конце 1979 года. Уиллум Кубберт, скромный молодой архитектора, друг Тэнси и Акселя.

## Критика
Писатель Томас Диш дал смешанный отзыв спектаклю 1987 года, заявив, что в пьесе «есть полчаса, которые граничат с идиотизмом», но они "вызывает больше смеха и чем любые книги Алана Эйкборна.